# Юссеф, Бассем
Бассем Юссеф (араб. باسم يوسف‎; род. 21 марта 1974, Каир) — египетский комик

, телеведущий и хирург. В 2013 году был назван одним из «100 самых влиятельных людей в мире» по версии журнала Time и одним из 100 ведущих мировых мыслителей по версии журнала Foreign Policy. Его жизнь и карьера были описаны в американском документальном фильме 2017 года «Щекоча гигантов», и в том же году он написал книгу «Революция для чайников» (Revolution For Dummies).

## Образование и медицинская карьера
В 1998 году окончил медицинский факультет Каирского университета в Эль-Гизе по специальности торакальная хирургия. Сдал экзамен на медицинскую лицензию США, а с февраля 2007 года стал членом Королевской коллегии хирургов. Практиковал торакальным хирургом в Египте в течение 13 лет, затем стал комедиантом и политическим сатириком. Также прошел обучение по трансплантации сердца и легких в Германии, после чего провел полтора года в США, работая в компании, производящей медицинское оборудование, связанное с торакальной хирургией. В январе 2011 года оказывал помощь раненым на площади Тахрир во время Революции в Египте. Считает, что работа хирургом сделала его «трудолюбивым, ботаником и перфекционистом».

## Медийная карьера

Граффити с его изображением на площади Тахрир в Каире, 2012 год

Вдохновленный египетской революцией, создал своё первое сатирическое шоу в марте 2011 года. Первоначальная идея принадлежала его другу Тареку эль-Каззазу. Программу назвали The B+ Show в честь его группы крови, продолжительностью по 5 минут каждая, первый раз загружена на канал YouTube в мае 2011 года и за первые три месяца набрала более пяти миллионов просмотров.
После успеха The B+ Show египетский канал On E, принадлежащий египетскому миллиардеру Нагибу Савирису, предложил Бассему Юссефу контракт на новостное сатирическое шоу Al Bernameg («Программа»). В этот период времени он мог переехать в Кливленд, чтобы заниматься медицинской практикой, но вместо этого подписал контракт на своё шоу. Благодаря бюджету примерно в полмиллиона долларов США этот сериал стал первым на Ближнем Востоке, перешедшим из Интернета на телевидение. Премьера шоу, состоящего из 104 серий, прошла во время Рамадана 2011 года, первым гостем стал египетско-американский инженер Мухаммад Радван. Успех шоу Al Bernameg вдохновил ряд любительских инициатив на различных каналах социальных сетей, которые также считали The B+ Show источником вдохновения. В июне 2012 года Джон Стюарт пригласил его на The Daily Show для интервью, где сказал: «Я кое-что знаю о юмористическом бизнесе, Ваше шоу острое, Вы действительно хороши в нем, оно умное, оно хорошо сделано».
Программа изначально представляла собой небольшую группу людей, которая работала с Бассемом Юссефом, а затем переместилась из самой маленькой студии компании On E в театр в центре Каира, построенный по подобию нью-йоркского Radio City. Это стало первым живым шоу для зрителей в Египте. Содержание трансляции шоу менялось, начиная с саркастического взгляда на текущие политические события и включая участие общественных деятелей и звезд из различных областей, а также выступления различных артистов. После переезда ему удалось увеличить просмотры шоу в восемь раз за один год.
Во время премьеры сезона он сделал владельца и коллег канала темой шоу в качестве гарантии того, что ему предоставлена полная свобода самовыражения и что ни одна тема не является запретной. Однако Capital Broadcasting Center не транслировал его второй выпуск, в котором также содержалась дальнейшая критика в адрес ведущего телешоу, подавшего иск против Бассема Юссефа. Шоу вернулось к своему обычному порядку в третьем эпизоде. Всего за три эпизода шоу против него было подано несколько исков, по оскорблению ислама и президента Мухаммеда Мурси, а также за нарушение общественного порядка. В марте 2013 года начал вести еженедельную авторскую колонку в Al-Shorouk, одной из самых известных и независимых ежедневных газет Египта. Также вел газетные колонки, в которых затрагивал табуированные темы, такие как атеизм, и ставил под сомнение общепринятое мнение о том, что отступничество от ислама должно караться смертью. 18 марта 2014 года столкнулся с обвинениями в плагиате со стороны читателей, а также через Твиттер со стороны британского писателя Бена Джуды, написавшего статью для журнала Politico. Позже опубликовал в газете Al-Shorouk извинения за то, что опубликовал статью без каких-либо ссылок на оригинального автора.

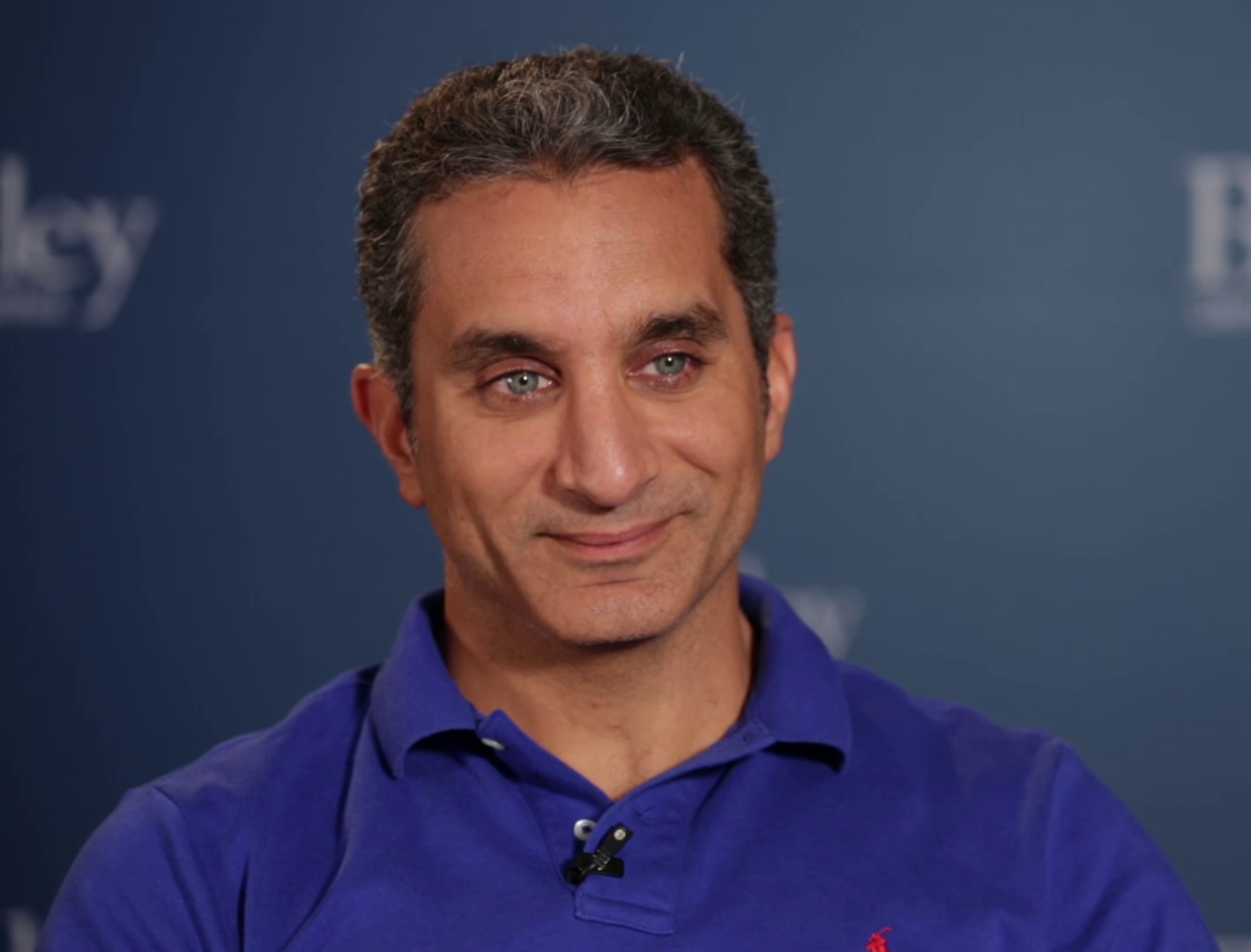
В Калифорнийском университете в 2014 году

По мере того, как программа Al Bernameg продолжала развивать успех, Джон Стюарт появился в качестве гостя в июне 2013 года. 1 июля 2013 года дебютировала программа «Америка на арабском языке». Затем появился во второй раз на The Daily Show. После четырехмесячного перерыва Al Bernameg вернулся в эфир на канале Capital Broadcasting Center в третьем сезоне 25 октября 2013 года, что стало первой трансляцией шоу с тех пор, как в результате военного переворота Мухаммед Мурси был свергнут с поста президента Египта. Бассем Юссеф раскритиковал как администрацию Мухаммеда Мурси, так и министра обороны Египта Абдул-Фаттаха Халила Ас-Сиси. На следующий день канал Capital Broadcasting Center опубликовал заявление, в котором дистанцировался от политической позиции Бассема Юссефа. Capital Broadcasting Center выступила с еще одним заявлением о том, что решила прекратить вещание Al Bernameg из-за нарушений подписанного контракта. Затем в Генеральную прокуратуру Египта было подано более 30 жалоб на Бассема Юсефа и шоу Al Bernameg, в которых его обвинили в оскорблении Вооружённых сил Египта и президента Адли Мансура, а также в нарушении общественного порядка. Генеральный прокурор поручил провести расследования по фактам, изложенным в некоторых жалобах.
После расторжения контракта с Capital Broadcasting Center программа Al Bernameg получила предложения от разных телеканалов. Третий сезон планировалось вывести в эфир в первом квартале 2014 года. В феврале 2014 года было объявлено, что Бассем Юссеф подписал соглашение с Middle East Broadcasting Center и что они начнут трансляцию Al Bernameg с 7 февраля на спутниковом канале MBC Masr. Al Bernameg достигал беспрецедентного зрительского рейтинга 11 недель подряд. На одном из шоу он высмеял заявления египетских военных о том, что они способны вылечить гепатит С и СПИД. В июне 2014 года, после шестинедельного перерыва во время президентской кампании в Египте, команда Al Bernameg провела пресс-конференцию, на которой Бассем Юссеф объявил о прекращении показа шоу из-за оказываемого давления. Он заявил, что политический климат в Египте слишком опасен, чтобы продолжать показ шоу.

### Арест
1 января 2013 года ежедневная газета Al-Masry Al-Youm сообщила, что прокуратура Египта вела расследование в отношении деятельности Бассема Юссефа по обвинению в клевете на президента Мухаммеда Мурси, якобы он «распространял ложные новости, которые могут нарушить общественное спокойствие и общественную безопасность, а также повлиять на правительство». Несмотря на все разногласия, Al Bernameg добился большого успеха, постоянно возглавлял региональные чарты YouTube, этот канал был самым популярным в Египте.
30 марта 2013 года был выдан ордер на арест Бассема Юссефа по обвинению в оскорблении ислама и Мухаммеда Мурси. Оппоненты режима восприняли этот шаг как попытку заставить замолчать инакомыслящих, выступающих против правления Мухаммеда Мурси. Он подтвердил ордер на арест в своём аккаунте в Твиттере и заявил, что сдастся силовикам, в шутку добавив: «Если только они сегодня любезно не пришлют полицейский фургон и не избавят меня от транспортных хлопот». На следующий день был допрошен властями и освобожден под залог в 15 000 египетских фунтов.. Это событие привлекло внимание международных средств массовой информации, а также отображено в эпизоде The Daily Show Джона Стюарта, в котором он заявил о своей поддержке Бассема Юссефа, назвав его своим «другом» и «братом».

### Эмиграция из Египта
После того, как программа Al Bernameg была закрыта, египетская полиция при правлении Абдул-Фаттаха ас-Сиси провела обыск в офисах продюсерской компании, арестовав нескольких сотрудников и конфисковав их компьютеры. По словам Бассема Юссефа, полицейские заявили продюсеру Амру Исмаилу, что продолжат преследование, если он не перестанет выступать публично на международных конференциях. Затем египетский суд наложили на него штраф в размере 50 миллионов фунтов стерлингов в споре по контракту с Capital Broadcasting Center. В приговоре суда осуждались его сатирические телешоу и указано, что он разжигает общественные беспорядки. Опасаясь, что его арестуют, если он останется в Египте, Юссеф бежал в Дубай 11 ноября 2014 года.

### Карьера в США

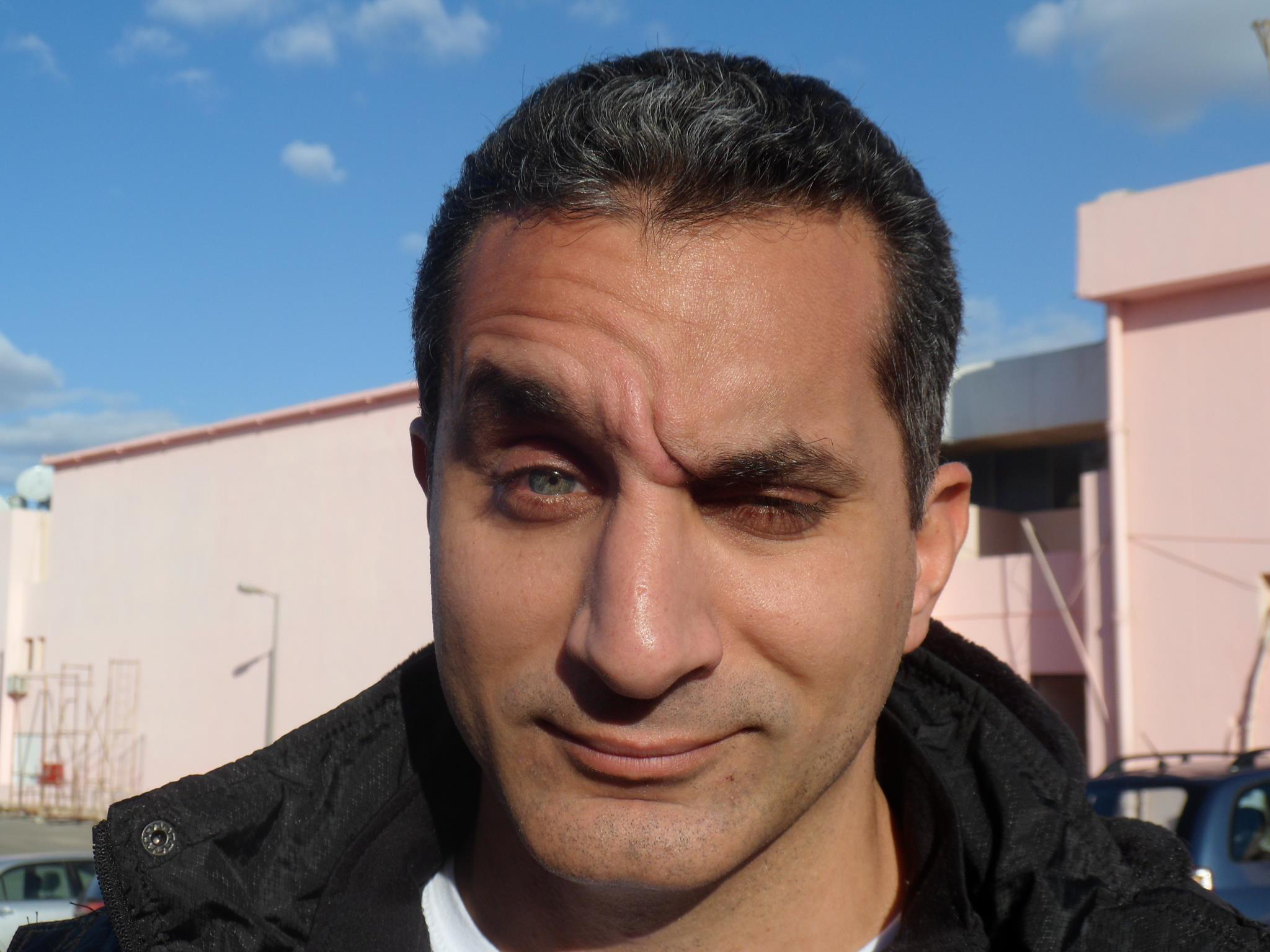
Во время посещения Института мира США

В январе 2015 года Гарвардский университет политики и Школа управления имени Джона Ф. Кеннеди объявили, что Юссеф будет постоянным научным сотрудником на весенний семестр. В феврале 2015 года было объявлено, что он сотрудничает с продюсером The Daily Show Сарой Такслер по запуску краудфандинговой кампании для её документального фильма о его жизни «Щекоча гигантов». Заявил, что не мог отказать ей в просьбе снять документальный фильм, поскольку в то время она работала в The Daily Show, и он не хотел отказывать никому, работающему с Джоном Стюартом.
В ноябре 2015 года провёл 43-ю международную церемонию вручения премии «Эмми» в Нью-Йорке. Осенью 2016 года был приглашенным научным сотрудником в Центре демократии, развития и верховенства закона Стэнфордского университета. Его исследовательские интересы были заявлены как политическая сатира и её роль в разрушении политических, социальных и религиозных табу.
В феврале 2016 года было объявлено, что он заключил сделку с Fusion TV о выпуске цифрового сериала «Справочник по демократии с Бассемом Юссефом». Премьера шоу состоялась онлайн и в рамках часовой трансляции в середине июля 2016 года. Премьера документального фильма о Юссефе «Щекоча гигантов» режиссёра Сары Такслер состоялась 14 апреля 2016 года на кинофестивале «Трайбека». Джон Оливер и Эд Хелмс были модераторами вопросов и ответов на показах в Лос-Анджелесе.

### Освещение войны между Израилем и ХАМАСом
17 октября 2023 года привлек внимание международных средств массовой информации после того, как дал виртуальное интервью программе «Пирс Морган без цензуры», в котором он рассказал, частично сатирически, о недавнем вторжении ХАМАС в Израиль и последовавшей за этим войне в Газе, а также в целом о Палестино-израильском конфликте. Среди прочего, раскритиковал тактику израильских военных в секторе Газа, задав вопрос, как Западный мир воспринял бы ответ Израиля на нападение, если бы оно проводилось российскими войсками. К 22 октября видео набрало 17 миллионов просмотров, став самым просматриваемым видео на этом канале. 1 ноября 2023 года вернулся на шоу для личного интервью с Пирсом Морганом в Лос-Анджелесе, при этом он в основном воздерживался от сатиры и спорил с Морганом об антисемитизме и Арабо-израильском конфликте.
После интервью с Пирсом Морганом он продолжил свои пропалестинские комментарии, участвуя в дебатах на многочисленных подкастах и новостных каналах, таких как PBD Podcast, ABC News Australia, LeBatard Show, TRT World, «Аль-Арабия», India Today и HARDtalk Би-би-си. Насчёт президентских выборов в США 2024 года, он заявил в интервью, что его не волнует победа бывшего президента Дональда Трампа, но он не хочет, чтобы президент Джо Байден был переизбран. По его словам: «Всё, о чем мы просили его (Байдена) — это о прекращении огня. Остановите убийства. Остановите убийства».

## Фильмография

### Фильмы
| Год  | Название          | Роль            | Примечания             | Ссылка |
| ---- | ----------------- | --------------- | ---------------------- | ------ |
| 2017 | «Щекоча гигантов» | Играет сам себя | Документальный фильм   | [ 69 ] |
| 2022 | «Под розами»      | Актёр           | Короткометражный фильм | [ 70 ] |
| 2023 | «С ног на голову» | Актёр           | Короткометражный фильм | [ 71 ] |

### Телевидение
| Год       | Название                                                              | Роль                      | Примечания                                                  | Ссылка |
| --------- | --------------------------------------------------------------------- | ------------------------- | ----------------------------------------------------------- | ------ |
| 2011      | The B+ Show                                                           | Играет сам себя           | Сатирическая программа на YouTube                           |        |
| 2012-2014 | Al Bernameg                                                           | Играет сам себя / Ведущий | Также являлся создателем; 3 сезона                          | [ 72 ] |
| 2016      | «Справочник по демократии»                                            | Играет сам себя / Ведущий | Также являлся создателем; интернет-шоу                      | [ 73 ] |
| 2017      | «Утиные истории»                                                      | Сабаф / Тотх-Ра           | Актёр озвучивания; Эпизод: «The Living Mummies of Toth-Ra!» | [ 74 ] |
| 2018      | «Яблоко и лук»                                                        | Кобеба / Кофта            | Актёр озвучивания; Эпизод: «Falafel’s Fun Day»              | [ 74 ] |
| 2020      | «Спроси Бассема»                                                      | Играет сам себя / Ведущий | Также сценарист; 3 эпизода                                  | [ 75 ] |
| 2021      | «Проблема с Джоном Стюартом»                                          | Играет сам себя           | Эпизод: «The Problem with Freedom»                          | [ 74 ] |
| 2022      | «Мо»                                                                  | Абуд Рахман               | 2 эпизода                                                   | [ 74 ] |
| 2022      | «Рами»                                                                | Гамаль                    | Эпизод: «Limoges»                                           | [ 74 ] |
| 2022      | «Джон Стюарт: Премия Марка Твена Центра Кеннеди за американский юмор» | Играет сам себя           | Специальный выпуск                                          | [ 74 ] |
| 2023      | «Спецназ: Львица»                                                     | Амрохи                    | Эпизод: «Gone is the Illusion of Order»                     | [ 76 ] |
| 2023      | «Загрузка»                                                            | Миро Мансур               | 4 эпизода                                                   | [ 74 ] |

## Оценка деятельности
В 2013 году был назван одним из «100 самых влиятельных людей в мире» по версии журнала Time и одним из 100 ведущих мировых мыслителей по версии журнала Foreign Policy. В ноябре 2013 года его роль в средствах массовой информации была признана комитетом по защите журналистов, который наградил Юссефа Международной премией за свободу прессы вместе с тремя другими журналистами.
В 2015 году получил почётную степень и выступил с вступительной речью в Колледже онлайнового и непрерывного образования Университета Южного Нью-Гэмпшира.
Комедийный стиль выступлений привёл к тому, что его прозвали «египетским Джоном Стюартом» после сатирического The Daily Show, которое вдохновило Юссефа продолжить карьеру на телевидении. В 2013 году его имя было включено в список Time 100.

## Личная жизнь
В 2010 году женился на Хале Диаб, от которой у него есть дочь и сын. Семья проживает в Лос-Анджелесе, Калифорния. Хале Диаб наполовину египтянка и наполовину палестинка. Её палестинские предки родом из Рамлы (ныне расположенной в Израиле) и были перемещены в оккупированный Египтом сектор Газа во время арабо-израильской войны (1947—1949). Идентифицирует себя как мусульманин. Отказывается возвращаться в Египет, пока там находится у власти военный режим во главе с Абдул-Фаттахом Халилом Ас-Сиси.